# Werner Nothe
Werner Nothe (* 31. Januar 1938 in Wusterwitz) ist ein ehemaliger deutscher Politiker (SED). Er war zwischen 1989 und 1990 Oberbürgermeister von Magdeburg.

## Leben
Nothe legte 1956 in Genthin das Abitur ab und trat im gleichen Jahr in die SED ein. Danach studierte er bis 1960 an der Martin-Luther-Universität Halle-Wittenberg Jura und wurde anschließend Justiziar in der Wirtschaft. Ab 1978 war Werner Nothe als stellvertretender Oberbürgermeister von Magdeburg für Kirchen- und Übersiedlerfragen zuständig. Nach dem Rücktritt von Werner Herzig und der kommissarischen Führung der Amtsgeschäfte durch Ernst Ullrich wurde er am 14. Dezember 1989 auf einer außerordentlichen Tagung der Stadtverordnetenversammlung in geheimer Wahl zum Oberbürgermeister von Magdeburg gewählt. Er blieb Oberbürgermeister der Stadt bis zur Wahl von Willi Polte am 31. Mai 1990. 
Nothe war im Dezember 1989 Delegierter beim Sonderparteitag der SED in Ost-Berlin. Dennoch forderte er als Oberbürgermeister am 25. Januar 1990 die SED-PDS am Runden Tisch der Stadt auf, sofort sämtliche politischen Aktivitäten auf dem Gebiet der Stadt Magdeburg einzustellen. Er setzte sich für eine Selbstauflösung der Partei ein und trat aus der Partei aus.
Ab 1990 war er als selbständiger Rechtsanwalt und Investitionsberater tätig. 1992 gründete er eine Firma in der Baubranche.